# (25005) 1998 OU12
A (25005) 1998 OU12 a Naprendszer kisbolygóövében található aszteroida. Eric Walter Elst fedezte fel 1998. július 26-án.